# 레오나르두 지 지우스 산투스
레오나르두 지 지우스 산투스(Leonardo de Deus Santos, 1978년 4월 18일, 벨루오리존치 ~)는 흔히 데데(Dedê)로 알려진 브라질의 전 축구 선수로 선수 시절 왼쪽 풀백이나 미드필더로 활약했다.
그는 13년 동안 보루시아 도르트문트 선수로 활약하였고, 이 동안 그는 400번 이상의 경기에 출전하여 분데스리가를 상대로 두 번 우승하였다.

## 경력

### 아틀레치쿠 미네이루
미나스제라이스주 벨루오리존치 출신으로 6형제 중 둘째로 출생한 데데는 어린 나이에 형제들과 3인 1팀 경기를 부모님 아파트에서 하면서 축구를 시작하였다. "저희 거실은 가장 큰 방이었고, 양쪽 골대를 한쪽은 부엌 입구로 반대쪽을 침실로 하고 경기를 했죠. 상상을 해 보시면 알겠지만, 우리는 항상 거실에 있는 물건들을 깨고 다녔죠." 라고 데데는 인터뷰하였다. 그가 처음에 속해 있던 클럽은 고향의 아틀레치쿠 미네이루로 1997년 브라질 세리 A에 30경기 출전하였고, 팀은 4위의 성적을 거두었다. (데데는 2골을 기록하였다.)
같은 해, 그는 플라카르 잡지가 주관하는 볼라 지 프라타 시상식에서 데데는 그의 포지션에 해당하는 선수들 중 가장 우수한 활약을 펼쳐 선정되었다.

### 보루시아 도르트문트
20세의 데데는 1998-99 시즌을 앞두고 독일의 보루시아 도르트문트와 계약하였다. 그는 1998년 8월 14일에 분데스리가 데뷔를 1-2로 패한 VfB 슈투트가르트전에 출전하였는데, 이 경기에서 그는 초반에 들것에 실려나갔다. 그러나, 그는 이 시즌에 29경기 출전하였고, 말벌 군단은 4위로 리그를 마감하였다.
그 다음 시즌, 데데는 같은 브라질인이자 반대쪽 풀백인 에바니우송과 더불어 효율적인 양쪽 풀백을 이루었고, 이들 둘은 2002년 분데스리가 우승과 같은 시즌의 UEFA컵 결승전 진출에도 도움이 되었다. (이 동안 데데는 총 45경기에 출전하여, 1번 득점 하였다.) 그는 2004-05 시즌부터 4시즌간 최소 30경기에 출전하였다.
이후, 그와 같은 국적의 선수들이 떠났고, 데데 또한 부상 문제로 고생하기 시작하였으며, 부동의 레프트 백 자리는 신예 마르첼 슈멜처에게 위협받았다. 그는 2008-09 시즌부터 3시즌동안은 33경기 출전에 그쳤고, 두 번째 리그 우승을 거둔 2010-11 시즌에는 겨우 4경기 출전에 그쳤다.

### 이후
2011년 7월 27일, 33세의 데데는 터키 클럽 에스키셰히르스포르와 계약하였다.

## 국가대표팀 경력
2004년 4월 그는 브라질 축구 국가대표팀에 차출되어 4-1로 승리한 헝가리전에 출전하였는데, 이 경기는 그의 유일한 국가대표팀 출장 경기이다.

## 수상

### 아틀레치쿠 미네이루
- 코파 CONMEBOL: 1997

### 보루시아 도르트문트
- 푸스발-분데스리가: 2001–02, 2010–11
- DFL-슈퍼컵: 2008
- UEFA컵 준우승: 2001–02
- DFB-포칼 준우승: 2007–08
- DFB-리가포칼 준우승: 2003

## 사생활
데데의 형재 카카와 레안드루는 모두 축구 선수이다. 두 선수 모두 독일에 잠깐 머물렀는데, 레안드루의 경우 보루시아 도르트문트에서 한솥밥을 먹은 적이 있다.